# Gerulfo I di Frisia
Gerulfo I di Frisia (820 circa – 855 circa) fu conte della Frisia Occidentale dal 833 circa al 855 circa e fondatore della casa d'Olanda, detta anche dei Gerulfingi.

## Vita
Gerulfo era il figlio del conte Teodorico di Frisia, vassallo dell'imperatore dell'Impero carolingio Ludovico il Pio tra il Vlie e il fiume Weser e vogt dei frisoni.
Un documento imperiale datato 8 luglio 839 e redatto a Kreuznach riporta di una rivolta in Frisia contro l'imperatore. Durante le dispute tra Ludovico ed i figli, Gerulfo ha presumibilmente ha partecipato attivamente al movimento contro Ludovico, certamente perdendo in quel frangente i propri feudi attraverso la confisca delle proprie terre. L'8 maggio 839, dopo la riconciliazione tra Ludovico ed il figlio Lotario, a Gerulfo furono restituite le terre. Il documento di Kreuznach menziona i possedimenti di Gerulfo nei pressi di Leeuwarden e tra qui e il Vlie.
Si presume che Gerulfo fosse legato ai fondatori dell'abbazia di Corvey dove potrebbe essersi ritirato a vita monacale fino alla morte.

## Figli
Gerulfo ebbe quattro figli:
- Gerulfo II
- Gerardo
- Gunther arcivescovo di Colonia
- La madre di Radbodo vescovo di Utrecht